# (1493) Sigrid
(1493) Sigrid – planetoida z pasa głównego planetoid okrążająca Słońce w ciągu 3 lat i 288 dni w średniej odległości 2,43 au. Została odkryta 26 sierpnia 1938 w Observatoire Royal de Belgique w Uccle przez Eugène’a Delporte. Nazwa planetoidy pochodzi od imienia żony duńskiego astronoma Bengta Strömgrena. Przed nadaniem nazwy planetoida nosiła oznaczenie tymczasowe (1493) 1938 QB.